# Новая Зеландия на летних Олимпийских играх 1976
Новая Зеландия принимала участие в Летних Олимпийских играх 1976 года в Монреале (Канада) в пятнадцатый раз за свою историю, и завоевала две золотые, одну серебряную и одну бронзовую медали. Сборную страны представляли 82 мужчины и 7 женщин.

## Медалисты
| Медаль  | Спортсмен | Вид спорта           | Дисциплина          |
| ------- | --- | -------------------- | ------------------- |
| Золото  | Джон Уокер | Лёгкая атлетика      | Мужчины, бег 1500 м |
| Золото  | Тони Айнесон Пол Акерли Джефф Арчибальд Тур Боррен Грег Дейман Джон Кристенсен Барри Майстер Селвин Майстер Алан Макинтайр Нил Маклеод Тревор Мэннинг Артур Паркин Мохан Пател Рамеш Пател Лес Уилсон Алан Чесней | Хоккей на траве      | Мужчины             |
| Серебро | Дик Квакс | Лёгкая атлетика      | Мужчины, бег 5000 м |
| Бронза  | Саймон Дикки Питер Дигнан Тревор Кокер Алек Маклейн Дейв Роджер Айван Сазерленд Тони Хёрт Линдси Уилсон Атол Эрл                                                                                                  | Академическая гребля | Мужчины, восьмёрки  |